# Тяглов, Гавриил Михайлович
Гавриил Михайлович Тяглов  (23.03.1902 Крым — 05.05.1964 Ростов-на-Дону) — советский военачальник, командир танковой бригады, начальник Орловского ордена Ленина Краснознамённого танкового училища имени М.В. Фрунзе(1947) генерал-майор танковых войск (1945).

## Биография

### Начальная биография
Родился 23 марта 1902 года д. Аблеш, Феодосийского уезда Таврической губернии Российской империи (ныне село не существует). Русский.
Окончил 4-классную сельскую школу (1914), среднее 7-классное образование (1937).
Образование: Окончил Школу младшего комсостава (1925). Одесскую артшколу (1929). Вечерний комВУЗ (1932). Ленинградские бронетанковые курсы усовершенствования комсостава (1934).

### Военная служба
В Гражданскую войну с 1920 года воевал бойцом во 2-м караcубазарском партизанском полку (Крым).
Служба в Красной Армии. С 1 сентября 1924 года - курсант 134-го стрелкового полка 45-й стрелковой дивизии. С августа 1925 года курсант командного отделения Одесской артшколы. С сентября 1925 года - комвзвода 3-го корпусного артполка.
Член ВКП(б) с 1927 года.
С февраля 1931 года - командир учебного взвода 3-го полка 1-й мехбригады. С февраля 1932 года - командир учебной батареи 2-го отд. артдивизиона бригады им. Калиновского. С 1 апреля 1933 года - помощник начальника штаба 1-го артдивизиона бригады им. Калиновского.
С апреля 1933 года по февраль 1934 г. - слушатель спецотделения Ленинградских бронетанковых курсов усовершенствования комсостава.
С 8 февраля 1934 года - 1-й помощник начальника штаба 1-го отд. учебного тяжёлотанкового полка. В феврале - сентября 1934 г. - врид начальника штаба полка. С 8 марта 1936 г. - помощник начальника 1-й части штаба 5-й отдельной тяжёлой таковой бригады. С июля 1937 г. - врид помощника командира бригады по хозяйственной части 5-й отдельной тяжёлой таковой бригады.
С 8 декабря 1937 года - командир отдельного танкового батальона 23-й стрелковой дивизии.
С 23 марта 1938 года - командир 30-го отдельного запасного танкового батальона. С июня 1938 года - командир учебного батальона.
С 13 июля 1938 года - начальник штаба 1-го отдельного легкотанкового полка.
С 14 декабря 1938 года - помощник начальника учебного отделения по общевойсковому циклу Саратовского танкового училища. С 26 декабря 1939 года - командир 2-го батальона курсантов 2-го Саратовского танкового училища.
Присвоено воинское звание «майор» (Приказ НКО № 02690 от 31.12.1938).

### Великая Отечественная война
В действующей армии с марта 1942 года. Дважды контужен в 1942 году.
Присвоено воинское звание «подполковник» (Приказ НКО № 0878 от 1942).
С 21 марта 1942 года - заместитель командира 66-й танковой бригады.
С 10 апреля по 4 мая 1942 года - командир 66-й танковой бригады.
С 1 июня по 15 октября 1942 года - командир 188-й танковой бригады.
Январь-февраль 1943 года назначен командиром 48-го отдельного гвардейского тяжёлого танкового Бранденбургского ордена Кутузова полка прорыва.
Присвоено воинское звание «гвардии полковник» (Приказ НКО № 0281 от 20.01.1943)
С 22 мая по 9 сентябрь 1943 года - командир 41-й гвардейской Шумлинско-Хинганской Краснознамённой ордена Кутузова танковой бригады. Отозван.
С 21 августа 1943 по 1945 года - командующий БТ и МВ 4-й гвардейской армии.
Присвоено воинское звание  «генерал-майор т/в» (Постановление СНК СССР № 1547 от 01.07.1945).

### Послевоенная карьера
С 22 февраля 1947 года - начальник Сивашского гвардейского танкового училища.
С 19 апреля 1947 года - начальник Орловского танкового училища имени М. В. Фрунзе в Ульяновске.
С 18 августа 1949 года - командующий БТиМВ Северо-Кавказского военного округа.
Со 2 января 1953 года - слушатель Высших академических курсов при Высшей военной академии им. Ворошилова.
С 18 января 1954 года в распоряжении ГУК по 2-му отделу.
С 27 января 1954 года - помощник командующего войсками Северо-Кавказского ВО по танковому вооружению.
Приказом МО № 131 от 31.01.1959 года уволен в отставку по ст. 60 б.
Проживал в Ростове-на-Дону.
Умер 5 мая 1964 года. Похоронен в г. Ростов-на-Дону

## Награды
- Орден Красного Знамени (06.02.1943)[11]
- Орден Красного Знамени
- Орден Кутузова II степени (12.09.1944)
- Орден Кутузова II степени (28.04.1945)
- Орден Богдана Хмельницкого II степени [12]
- Орден Отечественной войны I степени (24.04.1944)[11]
- Орден Отечественной войны I степени (13.09.1944)
- Орден Красной Звезды[13]
- Медаль «За оборону Сталинграда»
- Медаль «За взятие Будапешта»
- Медаль «За взятие Вены»
- Медаль «За победу над Германией в Великой Отечественной войне 1941—1945 гг.»
- Медаль «30 лет Советской Армии и Флота»

## Память
- На могиле генерала установлен надгробный памятник.
- Имя воина увековечено в Главном Храме Вооружённых сил России, и навсегда запечатлено на мемориале «Дорога памяти» [14]